# Stawno (województwo dolnośląskie)
Stawno – osada w Polsce położona w województwie dolnośląskim, w powiecie milickim, w gminie Milicz.
W latach 1975–1998 miejscowość należała administracyjnie do województwa wrocławskiego.
We wsi znajduje się folwark – siedziba gospodarstwa rybackiego operującego na kompleksie Stawno Stawów Milickich. W 2000 powołano Państwowy Zakład Budżetowy Stawy Milickie, obecnie Stawy Milickie S.A..